# Lista monumentelor istorice din județul Dâmbovița - D

Simbol utilizat pentru monumentele istorice

Lista monumentelor istorice din județul Dâmbovița - D cuprinde monumentele istorice înscrise în Patrimoniul cultural național al României și aflate în localități din județul Dâmbovița al căror nume începe cu litera D. 
Lista completă este menținută și actualizată periodic de către Ministerul Culturii, Cultelor și Patrimoniului Național din România, prin intermediul Institutului Național al Patrimoniului, ultima versiune datând din 2015. Această listă cuprinde și actualizările ulterioare, realizate prin ordin al ministrului culturii.
Puteți căuta un monument din județul Dâmbovița folosind formularul de mai jos sau puteți naviga prin toate monumentele din județ la lista monumentelor istorice din județul Dâmbovița.
| Cod LMI                              | Denumire                                                    | Localitate                              | Localizare | Datare, Creatori                   | Imagine               | Erori             |
| ------------------------------------ | ----------------------------------------------------------- | --------------------------------------- | --- | ---------------------------------- | --------------------- | ----------------- |
| DB-I-s-B-17028 (RAN: 66170.01)       | Tumul                                                       | sat Dâmbovicioara; comuna Braniștea     | „La Movilă”, la 2 km N de localitate (cota 169,3 m)                                                                     | Preistorie                         | Încarcă foto \| video | Raportează eroare |
| DB-I-s-B-17029 (RAN: 65538.01)       | Situl arheologic de la Dimoiu, punct „Movila”               | sat Dimoiu; comuna Ulmi                 | „Movila”, la 0,3 km VNV de localitate, de ambele părți ale DC Matraca-Dimoiu                                            |                                    | Încarcă foto \| video | Raportează eroare |
| DB-I-m-B-17029.01 (RAN: 65538.01.02) | Așezare                                                     | sat Dimoiu; comuna Ulmi                 | „Movila”, la 0,3 km VNV de localitate, de ambele părți ale DC Matraca-Dimoiu                                            | sec. IV p. Chr., Epoca daco-romană | Încarcă foto \| video | Raportează eroare |
| DB-I-m-B-17029.02 (RAN: 65538.01.01) | Tumul                                                       | sat Dimoiu; comuna Ulmi                 | „Movila”, la 0,3 km VNV de localitate, de ambele părți ale DC Matraca-Dimoiu                                            | Preistorie                         | Încarcă foto \| video | Raportează eroare |
| DB-I-s-B-17030 (RAN: 67309.01)       | Necropolă tumulară                                          | sat Dobra; comuna Dobra                 | „Fântâna”, la 1,5 km SE de localitate, pe marginea de NE a DJ 711                                                       | Hallstatt                          | Încarcă foto \| video | Raportează eroare |
| DB-I-s-B-17031 (RAN: 67309.02)       | Situl arheologic de la Dobra, punct „Izvorul Crevedia”      | sat Dobra; comuna Dobra                 | „Izvorul Crevedia”, la 1 km SV de sat, pe terasa dreaptă a pârâului                                                     |                                    | Încarcă foto \| video | Raportează eroare |
| DB-I-m-B-17031.01 (RAN: 67309.02.02) | Așezare                                                     | sat Dobra; comuna Dobra                 | „Izvorul Crevedia”, la 1 km SV de localitate, pe terasa dreaptă a pârâului                                              | sec. IV p. Chr., Epoca daco-romană | Încarcă foto \| video | Raportează eroare |
| DB-I-m-B-17031.02 (RAN: 67309.02.01) | Așezare                                                     | sat Dobra; comuna Dobra                 | „Izvorul Crevedia”, la 1 km SV de localitate, pe terasa dreaptă a pârâului                                              | Epoca bronzului                    | Încarcă foto \| video | Raportează eroare |
| DB-I-s-B-17032 (RAN: 67309.03)       | Situl arheologic de la Dobra, punct „La capătul satului”    | sat Dobra; comuna Dobra                 | „La capătul satului”, la 500 m S de sat (cota 173,6m)                                                                   |                                    | Încarcă foto \| video | Raportează eroare |
| DB-I-m-B-17032.01 (RAN: 67309.03.02) | Așezare                                                     | sat Dobra; comuna Dobra                 | „La capătul satului”, la 500 m S de sat (cota 173,6 m)                                                                  | sec. IV p. Chr., Epoca daco-romană | Încarcă foto \| video | Raportează eroare |
| DB-I-m-B-17032.02 (RAN: 67309.03.01) | Așezare                                                     | sat Dobra; comuna Dobra                 | „La capătul satului”, la 500 m S de sat (cota 173,6 m)                                                                  | Epoca bronzului, Cultura Tei       | Încarcă foto \| video | Raportează eroare |
| DB-I-s-B-17033 (RAN: 67309.04)       | Situl arheologic de la Dobra, punct „Leși”                  | sat Dobra; comuna Dobra                 | „Leși”, la 0,5 km SE de sat, pe malul stâng al râului Ialomița                                                          |                                    | Încarcă foto \| video | Raportează eroare |
| DB-I-m-B-17033.01 (RAN: 67309.04.02) | Așezare                                                     | sat Dobra; comuna Dobra                 | „Leși”, la 0,5 km SE de localitate, pe malul stâng al râului Ialomița                                                   | sec. XVII - XIX, Epoca medievală   | Încarcă foto \| video | Raportează eroare |
| DB-I-m-B-17033.02 (RAN: 67309.04.01) | Așezare                                                     | sat Dobra; comuna Dobra                 | „Leși”, la 0,5 km SE de localitate, pe malul stâng al râului Ialomița                                                   | Epoca bronzului                    | Încarcă foto \| video | Raportează eroare |
| DB-I-s-B-17034 (RAN: 65422.01)       | Așezare                                                     | sat Doicești; comuna Doicești           | „Biserica”, în centrul satului                                                                                          | sec. V - VI, Epoca migrațiilor     | Încarcă foto \| video | Raportează eroare |
| DB-I-s-B-17035 (RAN: 67416.01)       | Ruine curți boierești                                       | sat Dragomirești; comuna Dragomirești   | „Căminul Cultural”, în centrul localității, lângă biserică                                                              | sec. XV - XVIII, Epoca medievală   | Încarcă foto \| video | Raportează eroare |
| DB-I-s-B-17036 (RAN: 65547.01)       | Tumul                                                       | sat Dumbrava; comuna Ulmi               | „La Floreasca”, pe DJ Târgoviște-Costeștii din Deal, pe terasa stângă a Dâmboviței, la 1 km SE de localitate și de DN72 | Preistorie                         | Încarcă foto \| video | Raportează eroare |
| DB-I-s-A-17037 (RAN: 65547.02)       | Situl arheologic de la Dumbrava, punct „Obreja - Jgheaburi” | sat Dumbrava; comuna Ulmi               | „Obreja-Jgheaburi”, pe terasa înaltă stângă a Dâmboviței, la 1 km SE de localitate și de DN72                           |                                    | Încarcă foto \| video | Raportează eroare |
| DB-I-m-A-17037.01 (RAN: 65547.02.04) | Așezare                                                     | sat Dumbrava; comuna Ulmi               | „Obreja-Jgheaburi”, pe terasa înaltă stângă a Dâmboviței, la 1 km SE de localitate și de DN72                           | sec. XIV - XV, Epoca medievală     | Încarcă foto \| video | Raportează eroare |
| DB-I-m-A-17037.02 (RAN: 65547.02.03) | Cimitir                                                     | sat Dumbrava; comuna Ulmi               | „Obreja-Jgheaburi”, pe terasa înaltă stângă a Dâmboviței, la 1 km SE de localitate și de DN72                           | sec. XIV - XV, Epoca medievală     | Încarcă foto \| video | Raportează eroare |
| DB-I-m-A-17037.03 (RAN: 65547.02.02) | Așezare                                                     | sat Dumbrava; comuna Ulmi               | „Obreja-Jgheaburi”, pe terasa înaltă stângă a Dâmboviței, la 1 km SE de localitate și de DN72                           | sec. IV p. Chr., Epoca daco-romană | Încarcă foto \| video | Raportează eroare |
| DB-I-m-A-17037.04 (RAN: 65547.02.01) | Așezare                                                     | sat Dumbrava; comuna Ulmi               | „Obreja-Jgheaburi”, pe terasa înaltă stângă a Dâmboviței, la 1 km SE de localitate și de DN72                           | Epoca bronzului, Cultura Tei       | Încarcă foto \| video | Raportează eroare |
| DB-I-s-B-17038 (RAN: 65547.03)       | Așezare                                                     | sat Dumbrava; comuna Ulmi               | „Pădurea Viișoara - La Obreja”, pe terasa stângă a Dâmboviței, la 2 km NV de sat și de DN72                             | Epoca bronzului                    | Încarcă foto \| video | Raportează eroare |
| DB-I-s-B-17039 (RAN: 66278.01)       | Necropolă                                                   | sat După Deal; comuna Bărbulețu         | În grădina Mariei Petre Pucheanu                                                                                        | Epoca bronzului                    | Încarcă foto \| video | Raportează eroare |
| DB-II-m-B-17448                      | Biserica „Sf. Nicolae”                                      | sat Dărmănești; comuna Dărmănești       | | 1833-1837                          | Încarcă foto \| video | Raportează eroare |
| DB-II-m-B-17449                      | Școala                                                      | sat Dărmănești; comuna Dărmănești       | | 1865-1901                          | Încarcă foto \| video | Raportează eroare |
| DB-II-m-B-17450                      | Biserica „Nașterea Maicii Domnului”, „Sf. Sofia”            | sat Dâmbovicioara; comuna Braniștea     | 1159 | 1747                               | Încarcă foto \| video | Raportează eroare |
| DB-II-m-B-17451 (RAN: 102311.01)     | Biserica „Duminica Tuturor Sfinților”                       | sat Dârza; comuna Crevedia              | Str. Stejarului 548 A                                                                                                   | 1801                               | Încarcă foto \| video | Raportează eroare |
| DB-II-m-B-17444                      | Casa                                                        | sat Dârza; comuna Crevedia              | Ulița Principală 1 | sec. XIX                           | Încarcă foto \| video | Raportează eroare |
| DB-II-m-B-17452 (RAN: 68422.01)      | Biserica „Cuvioasa Paraschiva”, „Sf. Nicolae”               | sat Dealu Frumos; comuna Pietroșita     | | 1810, ref. 1852 - 1858             | Încarcă foto \| video | Raportează eroare |
| DB-II-m-B-17453                      | Casa de lemn Dima Maria                                     | sat Dealu Frumos; comuna Pietroșita     | 305 | sec. XIX                           | Încarcă foto \| video | Raportează eroare |
| DB-II-m-B-17454                      | Biserica „Sf. Nicolae”                                      | sat Dealu Mare; comuna Buciumeni        | DC 1 A | 1852                               | Încarcă foto \| video | Raportează eroare |
| DB-II-m-B-17455                      | Școală                                                      | sat Dealu Mare; comuna Buciumeni        | DN71 | 1912                               | Încarcă foto \| video | Raportează eroare |
| DB-II-m-B-17457                      | Casa Marian Homeghi                                         | sat Dealu Mare; comuna Buciumeni        | DN71 | 1900                               | Încarcă foto \| video | Raportează eroare |
| DB-II-m-B-17458                      | Casa Paul Duță                                              | sat Dealu Mare; comuna Buciumeni        | DN71 | 1900                               | Încarcă foto \| video | Raportează eroare |
| DB-II-m-B-17459                      | Casa Maria Gâlmeanu                                         | sat Dealu Mare; comuna Buciumeni        | DN71 | 1890-1900                          | Încarcă foto \| video | Raportează eroare |
| DB-II-m-B-17460                      | Casa Constantin Omeghi                                      | sat Dealu Mare; comuna Buciumeni        | | 1910                               | Încarcă foto \| video | Raportează eroare |
| DB-II-a-B-17461                      | Zonă istorică                                               | sat Dealu Mare; comuna Buciumeni        | Ambele laturi ale străzii Principale DN71 - pâna la limita posterioară a loturilor. Delimitare cf. PUG avizat           | sf. sec. XIX-înc. sec. XX          | Încarcă foto \| video | Raportează eroare |
| DB-II-m-B-20226                      | Casa Silvia Popescu                                         | sat Dealu Mare; comuna Buciumeni        | DN71 | 1910                               | Încarcă foto \| video | Raportează eroare |
| DB-II-m-B-17462 (RAN: 67425.01)      | Paraclisul Radu Vodă                                        | sat Decindeni; comuna Dragomirești      | Str. Principală 244 | sec. XVI, ref.sec. XVIII           | Încarcă foto \| video | Raportează eroare |
| DB-II-m-B-17463                      | Casa Ion D. Dinu                                            | sat Decindeni; comuna Dragomirești      | | 1920                               | Încarcă foto \| video | Raportează eroare |
| DB-II-m-B-17464 (RAN: 67309.05)      | Biserica „Constantin și Elena”                              | sat Dobra; comuna Dobra                 | | 1810, rep. 1860                    | Încarcă foto \| video | Raportează eroare |
| DB-II-a-B-17592                      | Hidrocentrala Dobrești                                      | sat Dobrești; comuna Moroeni            | | 1930                               | Încarcă foto \| video | Raportează eroare |
| DB-II-m-B-17592.01                   | Baraj                                                       | sat Dobrești; comuna Moroeni            | | 1930                               | Încarcă foto \| video | Raportează eroare |
| DB-II-m-B-17592.02                   | Uzina electrică                                             | sat Dobrești; comuna Moroeni            | | 1930                               | Încarcă foto \| video | Raportează eroare |
| DB-II-a-A-17465 (RAN: 65422.02)      | Curtea brâncovenească                                       | sat Doicești; comuna Doicești           | Str. Brâncoveanu Constantin 291                                                                                         | 1706                               |                       | Raportează eroare |
| DB-II-m-A-17465.01                   | Beciurile casei domnești                                    | sat Doicești; comuna Doicești           | | 1706, pe structuri mai vechi       | Încarcă foto \| video | Raportează eroare |
| DB-II-m-A-17465.02                   | Biserica „Nașterea Maicii Domnului”                         | sat Doicești; comuna Doicești           | Str. Brâncoveanu Constantin 269 44.9933°N 25.3931°E                                                                     | 1706                               | Alte imagini          | Raportează eroare |
| DB-II-m-A-17465.03                   | Casa slujitorilor-ruine                                     | sat Doicești; comuna Doicești           | Pe latura vest a incintei                                                                                               | 1706                               | Încarcă foto \| video | Raportează eroare |
| DB-II-m-A-17465.04                   | Anexe gospodărești-ruine                                    | sat Doicești; comuna Doicești           | Str. Brâncoveanu Constantin 291, pe latura vest a incintei                                                              | 1706                               | Încarcă foto \| video | Raportează eroare |
| DB-II-m-A-17465.05                   | Zid de incintă cu poartă                                    | sat Doicești; comuna Doicești           | Str. Brâncoveanu Constantin 291                                                                                         | 1706                               |                       | Raportează eroare |
| DB-II-m-B-17467                      | Capela din cimitir                                          | sat Dragodana; comuna Dragodana         | 398/3 | 1896                               | Încarcă foto \| video | Raportează eroare |
| DB-II-m-B-17468                      | Primărie                                                    | sat Dragodana; comuna Dragodana         | 99 | cca. 1916                          | Încarcă foto \| video | Raportează eroare |
| DB-II-m-B-17469                      | Conacul boierului Kosca                                     | sat Dragodana; comuna Dragodana         | 195 44.73323°N 25.3657°E                                                                                                | sf. sec. XIX                       |                       | Raportează eroare |
| DB-II-m-B-17470                      | Școala                                                      | sat Dragodana; comuna Dragodana         | 103 | 1916                               | Încarcă foto \| video | Raportează eroare |
| DB-II-m-B-17471                      | Prăvălia                                                    | sat Dragodana; comuna Dragodana         | 403 | înc. sec. XX                       | Încarcă foto \| video | Raportează eroare |
| DB-II-m-B-17472                      | Biserica „Sf. Treime”                                       | sat Dragodănești; comuna Cândești       | | 1888                               | Încarcă foto \| video | Raportează eroare |
| DB-II-m-B-17473                      | Biserica „Sf. Împărați Constantin și Elena”                 | sat Dragodănești; comuna Cândești       | | 1876                               | Încarcă foto \| video | Raportează eroare |
| DB-II-m-A-17474 (RAN: 67416.03)      | Biserica „Sf. Nicolae”                                      | sat Dragomirești; comuna Dragomirești   | Str. Bisericii 1 | 1642, ref. 1701, 1836              | Încarcă foto \| video | Raportează eroare |
| DB-II-m-B-17475                      | Fundațiile casei lui Șerban Vel Vistier                     | sat Dragomirești; comuna Dragomirești   | | sec. XVIII                         | Încarcă foto \| video | Raportează eroare |
| DB-II-m-B-17476 (RAN: 68020.01)      | Biserica de lemn „Sf. Voievozi” și „Sf. Treime”             | sat Drăgăești Pământeni; comuna Mănești | DJ 702 B | 1810                               | Încarcă foto \| video | Raportează eroare |
| DB-II-m-B-17477                      | Biserica „Sf. Treime”                                       | sat Drăgăești Ungureni; comuna Mănești  | DC 117 | 1854                               | Încarcă foto \| video | Raportează eroare |
| DB-II-m-B-17478                      | Biserica „Sf. Treime”                                       | sat Drăgăești Ungureni; comuna Mănești  | DC 117 | 1865                               | Încarcă foto \| video | Raportează eroare |
| DB-IV-m-B-17813                      | Cruce de piatră                                             | sat Dâmbovicioara; comuna Braniștea     | În curtea bisericii | sec. XIX                           | Încarcă foto \| video | Raportează eroare |
| DB-IV-m-B-17814                      | Cruce de piatră                                             | sat Dârza; comuna Crevedia              | În fața școlii | 1814-1818                          | Încarcă foto \| video | Raportează eroare |
| DB-IV-m-A-17815                      | Cruce de piatră „La stâlpi”                                 | sat Dragomirești; comuna Dragomirești   | „La Stâlpi”, în pădurea Floreasca                                                                                       | 1593-1601                          | Încarcă foto \| video | Raportează eroare |
| DB-IV-m-A-17816                      | Crucea de piatră a lui Radu Cornescu                        | sat Dragomirești; comuna Dragomirești   | | sec. XVIII                         | Încarcă foto \| video | Raportează eroare |
| DB-IV-m-A-17817                      | Cruce de piatră                                             | sat Drăgăești Ungureni; comuna Mănești  | La 50 m de șosea, în câmp                                                                                               | 1722                               | Încarcă foto \| video | Raportează eroare |